# Skyttehushaven
Skyttehushaven er en offentlig park ved Nørreskoven og Dyrehaven på den nordlige side af Vejle Fjord mellem Vejle By og Vejlefjordbroen. 
I Skyttehushaven er der træer, buske, græsplæner, stier, friluftsscene, voliere, strand, ishus og restaurant. Til børn er der hasseltunnel, skovrutsjebane, trædesten og klatrestammer. Haven bruges især til fejringer af Grundlovsdag og Sankthans. På scenen afholdes der hver sommer en del koncerter m.v.

## Historie
“Vejle Skyttelaug” anlagde i 1859 en skydebane og opførte samme år havens første bygning. I 1868 kom en dansepavillon til, og i 1881 blev der bygget en musikpavillon. I 1914 blev der offentlig adgang til Skyttehushaven, fordi den blev købt af Vejle Kommune. Seneste renovering af den populære have blev færdiggjort i 2019. Her blev der tilføjet en stenmole ud i vandet, hvor på man kan gå tur, eller lægge til kaj med robåd, kano og kajak. Der afholdes stadig skydearrangementer på skydebanen i havens østlige ende.   
Området hed egentlig Hurodde.

## Eksterne links
- VejleWiki - http://www.vejlewiki.dk/index.php?title=Europas_svigerfar_på_besøg_i_Skyttehuset_1869
- A.P.Møllers fonde - https://www.apmollerfonde.dk/projekter/skyttehushaven
- Kystdirektoratet - https://kyst.dk/nyheder/2018/skyttehushaven-i-vejle-kan-faa-nyt-liv
- Historisk atlas - https://historiskatlas.dk/Skyttehuset_(2420)